# David Lorimer
David Lockhart Robertson Lorimer, CIE (ur. 24 grudnia 1876 w Dundee, Szkocja, zm. 26 lutego 1962 w Londynie) – brytyjski iranista i badacz języków Azji Środkowej, oficer brytyjskiej armii indyjskiej (British Indian Army), urzędnik administracji kolonialnej w Indiach i dyplomata. Od wczesnej młodości aż do emerytury pozostawał w służbie wojskowej lub dyplomatycznej Imperium Brytyjskiego w Indiach, krajach Zatoki Perskiej i Egipcie. Jego prace lingwistyczne dotyczące języków i dialektów tego obszaru, a szczególnie szerokie opracowania języka buruszaski, przyczyniły się w decydującej mierze do rozwoju badań nad tymi językami. Zainteresowania językoznawcze i etnograficzne dzielił z żoną Emily Overend Lorimer, germanistką, tłumaczką i dziennikarką.

## Wczesne lata
Urodził się 24 grudnia 1876 r. w Strathmartine, koło Dundee, na plebanii Wolnego Kościoła Szkocji (Free Church of Scotland), w którym jego ojciec Robert był pastorem. Matka Isabella (nazwisko panieńskie Lockhart Cornish Robertson), urodzona w Indiach, gdzie jej ojciec pracował jako sędzia, kształciła się w Europie i posługiwała swobodnie językiem włoskim. Siedmioro rodzeństwa szczyciło się osiągnięciami akademickimi: Hilda (1873–1954) była nauczycielem akademickim w oksfordzkim kolegium Somervile; John Gordon, historyk i urzędnik administracji Indii Brytyjskich, był autorem podstawowego dla niej źródła informacji na temat Azji Południowej – encyklopedii Gazetteer of the Persian Gulf, Oman and Central Arabia; William Laughton był filologiem klasycznym, a za jego główne osiągnięcie uznaje się przetłumaczenie Nowego Testamentu na język scots; Emilia uprawiała poezję; Robert rozpoczął karierę we władzach kolonialnych w Indiach, ale zwolniono go za odmowę popierania kar cielesnych (biczowania) wymierzanych rdzennym mieszkańcom Indii; Florence pracowała jako sekretarka i asystentka archeologa i znawcy Azji Środkowej Aurela Steina. David Lorimer uczęszczał do szkoły średniej w Dundee (High School of Dundee), a następnie odbył szkolenie na akademii wojskowej Sundhurst, by w 1896 r. rozpocząć karierę zawodową w brytyjskiej armii indyjskiej (British Indian Army). 

## Kariera wojskowa i polityczna
W latach 1898–1903 służył w elitarnym pułku Corps of Guides należącym do sił zbrojnych na niespokojnej („krwawej”) granicy północno-zachodniej. W 1903 r. został przeniesiony do pracy w oddziale politycznym kolonialnego rządu indyjskiego (Indian Political Department), gdzie pełnił służbę na następujących stanowiskach: wicekonsul w Arabii (1903–1909); agent polityczny (Political Agent, wysokie stanowisko rządowe) w Bahrajnie (1911–1912); konsul w Beludżystanie i asystent gubernatora (Political Resident, samodzielne stanowisko rządowe) obszaru Zatoki Perskiej (1912–1914); zastępca agenta politycznego (Assistant Political Agent) w Czitralu (1915); w służbie czynnej w siłach Indian Expeditionary Force D (IEFD) podczas kampanii mezopotamskiej i jako gubernator (Civil Governor) w Al-Amarze (1915–1916); konsul w Beludżystanie (1916–1917); agent polityczny w Beludżystanie (1920); agent polityczny w Gilgicie (Gilgit Agency) (1920–1924). Za zasługi w służbie Indian Expeditionary Force w Mezopotamii odznaczono go w 1917 r. Orderem Imperium Indyjskiego III klasy  (CIE), przyznając równocześnie jego żonie Order Imperium Brytyjskiego IV klasy (OBE). W 1924 r. David i Emily Lorimerowie powrócili do Wlk. Brytanii i zamieszkali w Welwyn Garden City w hrabstwie Hertfordshire. Przechodząc na emeryturę w 1927 r. miał stopień podpułkownika (lieutenant colonel).

## Praca językoznawcza
David Lorimer, choć nie miał do tego formalnego przygotowania akademickiego, prowadził systematyczne badania językowe na obszarach, gdzie stacjonował podczas pełnienia służby wojskowej i politycznej. Pewną część wyników swoich badań opublikował, a najobszerniejsze z tych opracowań dotyczy języka buruszaski, którym posługują się Hunzakuts – mieszkańcy Doliny Hunzy. Inne języki i dialekty, które badał i o których pisał to: język pasztuński – język grupy etnicznej Pasztunów zamieszkujących obecnie m.in. rozległe rejony Afganistanu, Pakistanu i Iranu; odmiany języka nowoperskiego – jak Badakshani, którym posługiwano się w Badachszanie (w północno-wschodnim Afganistanie i południowo-wschodnim Tadżykistanie); Madaglashti – język dari mówiony szerzej w Afganistanie; Bakhtiari – dialekt bachiarski, jedna z odmian języka luri używana w południowo-wschodnim Iranie; domaaki (lub dumaki) – język potoczny niewielkiej grupy etnicznej zamieszkałej głównie w Dolinie Hunzy, a czasach księstwa Hunzy należącej do najniższej, nieuprzywilejowanej warstwy społeczeństwa; język wachański – dominujący język regionu Gojal w Dolinie Hunzy, używany także w innych regionach północnego Pakistanu i Afganistanu, a także na południu Tadżykistanu i Chin. 
Z ogromnego zasobu niepublikowanych na bieżąco materiałów językowych wydano w 1962 r. jego pracę dotyczącą dialektowej odmiany buruszaskiego – werchikwar – z doliny Yasin. W 1979 r. w niemieckojęzycznym opracowaniu (wstęp i uwagi) ukazały się anglojęzyczne teksty Lorimera z zakresu jego etnograficznych studiów nad ludami zamieszkującymi północno-zachodnie obrzeża Indii Brytyjskich (zwane w tamtym okresie Dardystanem – Dardistan) – Materialien zur Ethnographie von Dardistan. Także inne jego teksty są włączane do antologii i opracowań, pewien ich wybór cytuje portal Encyclopaedia Iranica. 

## Pobyt w Dolinie Hunzy i badania nad buruszaskim
W toku czterech lat kierowania Gilgit Agency, brytyjską jednostką administracyjną na północno-zachodnim pograniczu Indii Brytyjskich, David Lorimer rozpoczął badania nad językiem buruszaski, którym posługują się Buruszowie zamieszkujący w tamtym okresie Dolinę Hunzy i dolinę rzeki Yasin. Obok nagrywania wypowiedzi w tym języku, dokumentował także w fotografiach życie Buruszów. W 1934 r. Lorimer przybył ponownie do księstwa Hunzy, aby już jako osoba prywatna kontynuować systematyczne studia nad buruszaskim. Towarzyszyła mu żona Emily Overend Lorimer, również zainteresowana bliższym poznaniem różnorodności etnograficznej i lingwistycznej tamtego regionu. Fotograficznym dorobkiem ich drugiego pobytu w Hunzie jest ok. 2000 fotografii. Lorimerowie mieszkali w Aliabad, w sąsiedztwie stolicy Hunzy zwanej wtenczas Baltit (obecnie Karimabad), pozostając w ścisłych i przyjacielskich relacjach z władcą Hunzy Jamalem Chanem. Rezultatem bezpośrednich kontaktów Emily Lorimer z Buruszami, przeważnie kobietami, odwiedzin w ich domach i uczestniczenia w codziennych wydarzeniach była seria artykułów na te tematy, publikowanych systematycznie w popularnych brytyjskich magazynach, oraz książka Language Hunting in the Karakoram (wydana w 1939 r.); wyidealizowany przez Emily Lorimer obraz księstwa Hunzy i jej mieszkańców przyczynił się do powstania mitu o szczęśliwych i długowiecznych mieszkańcach Doliny Hunzy. David Lorimer (który nota bene przez parę miesięcy 15-miesięcznego pobytu w Hunzie cierpiał na niezdiagnozowaną chorobę i nie opuszczał domu) nie podzielał wizji Hunzakuts propagowanej przez żonę, oddając się całkowicie badaniom językoznawczym i etnograficznym. 

Do lat 30. XX w. stan wiedzy na temat języków mieszkańców wschodniego Hindukuszu i Karakorum był powierzchowny, a w wielu kwestiach błędny, wkład opracowań Lorimera był zatem zasadniczy, a jego trzytomowe dzieło na temat języka buruszaski oceniono za przełomowe (landmark work), a nawet monumentalne (monumental work). Tomy The Burushaski Language, które ukazały się w latach 1935 do 1938, zawierały opracowania gramatyki tego języka i jego odmian dialektowych w tomie pierwszym, teksty z tłumaczeniami w tomie drugim, oraz słowniki i indeks w tomie trzecim. Następnym dziełem, które dorównywało zakresowi i dogłębności opracowania Lorimera jest również trzytomowa praca niemieckiego językoznawcy Hermanna Bergera Die Burushaski-Sprache von Hunza und Nager, która ukazała się w ponad pół wieku po dziele Lorimera. Oceniając pracę Lorimera Berger określa jego analizę systemu morfologicznego buruszaskiego jaki dokładną i wyczerpującą, popartą ponadto obszernym zbiorem tekstów i przykładów. Krytyczne uwagi kieruje Berger pod adresem opracowania fonetyki buruszaskiego (której to słabości Lorimer sam był świadom), szczególnie systemu samogłosek, np. Lorimer nie rozróżniał różnic w iloczasie samogłosek podwójnych. Mimo istnienia kilku jeszcze niedostatków ocenia w sumie Berger dzieło Lorimera jako zasadniczą inspirację i najważniejszy materiał wyjściowy do przeprowadzenia własnych studiów na buruszaskim.    

## Publikacje
Syntax of Colloquial Pashtu (1915)
Persian Tales, Written down for the First Time in the Original Kermānī and Bakhtiārī (1919)
The Phonology of the Bakhtiari, Badakshani, and Madaglashti Dialects of Modern Persian (1922)
The Burushaski Language, tomy I i II (1935), oraz tom III (1938)
The Ḍumāki language; outlines of the speech of the Ḍoma, or Bērīcho, of Hunza (1939)
The Wakhi Language (1958)
Werchikwar English Vocabulary, with a few Werchikwar texts (1962)
Materialien zur Ethnographie von Dardistan (Pakistan) : aus den nachgelassenen Aufzeichnungen v. D.L.R. Lorimer (1979)
Obok publikacji książkowych David Lorimer publikował także artykuły na łamach takich wydawnictw jak „Journal of the Royal Asiatic Society of Great Britain and Ireland” i „Bulletin of the School of Oriental and African Studies”.
Niepublikowane prace Davida Lorimera z okresu ok. 1906–1948, obejmujące pisma dotyczące badań nad językami: buruszaski, khowar, szina, bachtiarski i innymi językami oraz dialektami perskimi, nakręcone przez niego filmy podczas pobytu w latach 1934–1935 w Dolinie Hunzy, fotografie itp., dostępne są w archiwum „Lorimer Collection” przy wydziale School of Oriental and African Studies Uniwersytetu Londyńskiego. 

## Odznaczenia i członkostwo w instytucjach akademickich
1948 r. – Triennial Burton Memorial Medal przyznany przez Royal Asiatic Society
w latach 1933–1935 – stypendium Leverhulme Research Fellowship
Ponadto na liście członków:
Royal Geographical Society
Royal Asiatic Society
Norwegian Academy of Sciences and Letters
Deutsche Morgenländische Gesellschaft
oraz honorowe członkostwo w School of Oriental and African Studies, University of London.